# Südostasienspiele 2009/Badminton
Badminton wurde bei den  Südostasienspielen 2009 in Vientiane, Laos, vom 11. bis zum 17. Dezember 2009 ausgetragen.

## Medaillengewinner
| Disziplin    | Gold | Silber | Bronze |
| ------------ | --- | --- | --- |
| Herreneinzel | Simon Santoso | Sony Dwi Kuncoro | Nguyễn Hoàng Hải |
| Herreneinzel | Simon Santoso | Sony Dwi Kuncoro | Tanongsak Saensomboonsuk |
| Dameneinzel  | Salakjit Ponsana | Ratchanok Intanon | Wong Mew Choo |
| Dameneinzel  | Salakjit Ponsana | Ratchanok Intanon | Lydia Cheah Li Ya |
| Herrendoppel | Hendra Setiawan Markis Kido | Koo Kien Keat Tan Boon Heong | Fairuzizuan Tazari Zakry Abdul Latif |
| Herrendoppel | Hendra Setiawan Markis Kido | Koo Kien Keat Tan Boon Heong | Bona Septano Mohammad Ahsan |
| Damendoppel  | Chin Eei Hui Wong Pei Tty | Shinta Mulia Sari Yao Lei | Meiliana Jauhari Shendy Puspa Irawati |
| Damendoppel  | Chin Eei Hui Wong Pei Tty | Shinta Mulia Sari Yao Lei | Savitree Amitrapai Vacharaporn Munkit |
| Mixed        | Nova Widianto Liliyana Natsir | Songphon Anugritayawon Kunchala Voravichitchaikul | Chan Peng Soon Goh Liu Ying |
| Mixed        | Nova Widianto Liliyana Natsir | Songphon Anugritayawon Kunchala Voravichitchaikul | Koo Kien Keat Wong Pei Tty |
| Herrenteam   | Indonesien Simon Santoso Sony Dwi Kuncoro Tommy Sugiarto Markis Kido Hendra Setiawan Mohammad Ahsan Bona Septano Nova Widianto Devin Lahardi Fitriawan | Malaysia Daren Liew Muhammad Hafiz Hashim Kuan Beng Hong Koo Kien Keat Tan Boon Heong Fairuzizuan Tazari Zakry Abdul Latif Chan Peng Soon                                          | Singapur Derek Wong Zi Liang Ashton Chen Yong Zhao Ronald Susilo Hendri Kurniawan Saputra Hendra Wijaya Terry Yeo Zhao Jiang Jonathan Tang Jeffrey Wong Lee Yen Hui Kendrick Kelvin Ho Ying Chong          |
| Herrenteam   | Indonesien Simon Santoso Sony Dwi Kuncoro Tommy Sugiarto Markis Kido Hendra Setiawan Mohammad Ahsan Bona Septano Nova Widianto Devin Lahardi Fitriawan | Malaysia Daren Liew Muhammad Hafiz Hashim Kuan Beng Hong Koo Kien Keat Tan Boon Heong Fairuzizuan Tazari Zakry Abdul Latif Chan Peng Soon                                          | Thailand Boonsak Ponsana Tanongsak Saensomboonsuk Pakkawat Vilailak Nuttaphon Narkthong Patipat Chalardchaleam Sudket Prapakamol Songphon Anugritayawon Bodin Isara Maneepong Jongjit                      |
| Damenteam    | Malaysia Wong Mew Choo Lydia Cheah Li Ya Sannatasah Saniru Chin Eei Hui Wong Pei Tty Ng Hui Lin Woon Khe Wei Goh Liu Ying Chong Sook Chin              | Indonesien Maria Kristin Yulianti Adriyanti Firdasari Lindaweni Fanetri Greysia Polii Nitya Krishinda Maheswari Shendy Puspa Irawati Meiliana Jauhari Liliyana Natsir Lita Nurlita | Singapur Zhang Beiwen Xing Aiying Fu Mingtian Yao Lei Shinta Mulia Sari Vanessa Neo Yu Yan Liu Fan Frances Li Yujia                                                                                        |
| Damenteam    | Malaysia Wong Mew Choo Lydia Cheah Li Ya Sannatasah Saniru Chin Eei Hui Wong Pei Tty Ng Hui Lin Woon Khe Wei Goh Liu Ying Chong Sook Chin              | Indonesien Maria Kristin Yulianti Adriyanti Firdasari Lindaweni Fanetri Greysia Polii Nitya Krishinda Maheswari Shendy Puspa Irawati Meiliana Jauhari Liliyana Natsir Lita Nurlita | Thailand Salakjit Ponsana Porntip Buranaprasertsuk Ratchanok Intanon Duanganong Aroonkesorn Kunchala Voravichitchaikul Saralee Thungthongkam Sapsiree Taerattanachai Savitree Amitrapai Vacharaporn Munkit |

## Medaillenspiegel
| Platz | Land       | Gold | Silber | Bronze | Gesamt |
| ----- | ---------- | ---- | ------ | ------ | ------ |
| 1.    | Indonesien | 4    | 2      | 2      | 8      |
| 2.    | Malaysia   | 2    | 2      | 5      | 9      |
| 3.    | Thailand   | 1    | 2      | 4      | 7      |
| 4.    | Singapur   | 0    | 1      | 2      | 3      |
| 5     | Vietnam    | 0    | 0      | 1      | 1      |
| Total | Total      | 7    | 7      | 14     | 28     |